# Gendarmerie d'ordonnance de la Garde impériale
Pour un article plus général, voir Cavalerie de la Garde impériale (Premier Empire).
 (juin 2025).
Si vous disposez d'ouvrages ou d'articles de référence ou si vous connaissez des sites web de qualité traitant du thème abordé ici, merci de compléter l'article en donnant les références utiles à sa vérifiabilité et en les liant à la section « Notes et références ».
La gendarmerie d'ordonnance de la Garde impériale est une unité de cavalerie de l'armée française rattachée à la Garde impériale en 1806. Composée uniquement de riches gentilshommes issus de familles nobles de l'Ancien Régime, ce corps à l'existence éphémère participera à la bataille de Guttstadt et à quelques autres engagements mineurs, avant d'être dissous en juillet 1807. Il n'y a aucun lien entre les « gendarmes », membres de cette unité, dont le nom se réfère à l'ancienne appellation « gens d'armes » des cavaliers lourds de l'Ancien Régime, et la gendarmerie.

## Organisation
À sa création en septembre 1806, la gendarmerie d'ordonnance est composée de deux escadrons, divisés chacun en deux compagnies d'un effectif théorique de 80 hommes. En pratique, ce nombre était variable d'une compagnie à l'autre. Malgré l'enthousiasme d'une partie de la noblesse, jamais les gendarmes d'ordonnance n'atteignirent l'effectif total prévu par Napoléon. Durant leur courte existence, l'unité ne dépassa en effet jamais 400 gendarmes d'ordonnance. La formation d'une compagnie à pied était également prévue, mais cette dernière rencontrera encore davantage de difficultés de recrutement, les nobles préférant par tradition la cavalerie.

## Campagne de Pologne
Entraînés par le major Berret du 9e cuirassiers, les gendarmes d'ordonnance sont engagés à la bataille de Guttstadt contre les cosaques russes : l'unité y perd deux gendarmes tués et cinq autres blessés, mais réussit à mettre en complète déroute les cavaliers ennemis, recevant les félicitations de Napoléon. Ils font partie des troupes françaises qui entrent dans Stettin le 11 février. Ils participent ensuite à divers engagements, notamment à Kolberg, en mars 1807. La fin de la campagne avec la bataille de Friedland voit aussi la dissolution des gendarmes d'ordonnances, qui prend effet le 23 octobre 1807.

## Au sein de la Garde
Les gendarmes d'ordonnance, étant issus de familles fortunées, sont plutôt mal vus par le reste de la Garde impériale, essentiellement constituée de soldats provenant des classes moyennes voire du monde paysan. Il semble que les gendarmes ne se soient jamais montrés prétentieux vis-à-vis des autres unités. Toutefois, ces jalousies s'estompèrent quelque peu après la bataille de Guttstadt, qui démontra le courage certain de ces nobles combattants[réf. nécessaire].

## Uniformes
Ayant la vocation de s'inscrire dans la tradition militaire d'Ancien régime des familles nobles, les gendarmes d'ordonnance ont l'obligation de s'équiper à leurs frais. L'ensemble de l'équipement coûtait environ 1 900 francs, et réserver donc l'accès à ce corps aux recrues issues de milieux aisés.
Pour la troupe, l'uniforme consistait en une veste à boutons blancs avec collet, retroussis et parements en pointe verts. L'aiguillette à droite et le galon en trèfle à gauche, tous deux de couleur argent. Le gilet est à dominante écarlate, le pantalon à nœuds d'argent et les bottes noires à la hongroise. La coiffure consiste en un shako noir à visière, cordons et jugulaires en argent, surmonté d'un plumet blanc et orné d'une plaque en cuivre. Les buffleteries sont noir et rouge, tout comme la giberne. L'armement consiste en un sabre recourbé de la cavalerie légère en acier, complété par un mousqueton modèle 1777. La selle comprend la chabraque et le portemanteau vert à galon d'argent.
L'uniforme des gendarmes d'ordonnance comporte certaines similitudes avec celui des chasseurs à cheval.

## Historique des batailles de l'unité
- Campagne de Prusse et de Pologne
  - Bataille de Guttstadt
  - Reddition de Stettin
  - Siège de Colberg

## Personnalités ayant servi à l'unité
- Charles Angélique François Huchet de La Bédoyère
- Casimir-Louis-Victurnien de Rochechouart de Mortemart
- Philippe François Maurice d'Albignac
- Félix Le Chanoine du Manoir dit « D Dumanoir »